# قصر البنت (مدائن صالح)
قصر البنت، هو قصر منحوت في جبل يقع في مدائن صالح بمدينة العلا في المملكة العربية السعودية، خارج قصر البنت يوجد رسمة لحيتان داخل شكل مثلث لتمثل حارس القبر، وهذا ناتج عن التأثير اليوناني على الفن النبطي، وقد تم التوقف فجأة عن إكمال بناء هذا القبر، والوردية على المدخل ونظرائه تمثل طبقا مزخرفا يستخدم في المناسبات الدينية.

## سبب التسمية
يثير قصر البنت بمدائن صالح الروايات والحكايات الرومانسية التي تجنح كلها إلى الخيال بسبب اسمه وطريقة بنائه الجميلة، فيقال أن البنت هي فتاة مدفونة في القصر بعد أن قتلها والدها بسبب علاقة حب جمعتها بأحد النحاتين في مملكة الأنباط الذين سكنوا المدائن سنة 150 قبل الميلاد.

## أبرز مقابر قصر البنت
- مقبرة انشأها عبد عبادة بن أربيس لنفسه ولابنته وائلة ولأبناء وائلة هذه وبناتها وأولادهم ليقبروا في المقبرة هذه أو يكتبوا عليها أي حق لأي شخص إلى الأبد؛ وهي غير قابلة للتحويل لملكية أي شخص إلى الأبد، ويتعين على وائلة وأولادها أنه إذا حدث أن أحور شقيق عبد عبادة وجد نفسه في الحجر وأصابه الموت أن يدفنوه دون سواه في المقبرة هذه ولا يخرجه أحد ومن يغير ولا يرضخ سوف يغرم لسيدنا نقداً ألفين من العملة الحارثية التاريخ.
- مقبرة تقع في الجهة الشرقية لمجموعة قصر البنت مؤرخة في شهر آذار الموافق لأواخر شهر فبراير ومعظم شهر مارس عام 49م، ويُلاحظ أنه يوجد في المثلث المنحوت في أعلى الباب صورة مشابهة لوجه الآدمي يمسك بأذنيه ثعبانان وترمز لشئ معين ربما لحماية المقبرة وحرمتها.
- مقبرة يملكها أحد أهالي تيماء المقيمين في الحجر، وعليها تاريخ في شهر شباط سنة 13 من حكم الحارثة الرابع الموافق يناير/فبراير عام 4 م.
- مقبرة أنشأها ملكيون الفتور تحت إمرة حنين هافستيون رئيس حامية والده له ولأطفاله وأحفاده جيلاً بعد جيل التاريخ شهر نيسان سنة 17 من حكم سيدنا حارثة ملك الأنباط راحم شعبه عبد حارثة النحات.[4]

## انظر ايضاً
- مدائن صالح
- قصر الصانع

## وصلات خارجية
- قصر البنت التاريخي.
- مقابر قصر البنت بمدينة العلا.